# باكاري نيماغا
باكاري نيماغا (بالفرنسية: Bakary Nimaga)‏ (6 ديسمبر 1994 بدوالا في الكاميرون - ) هو لاعب كرة قدم مالي في مركز الوسط. شارك مع منتخب مالي تحت 20 سنة لكرة القدم. أما مع النوادي، فقد لعب مع نادي سكندربيو كورتشه.

## وصلات خارجية
- باكاري نيماغا على موقع الاتحاد الدولي (مؤرشف)  (الإنجليزية)
- باكاري نيماغا على موقع اتحاد تركيا (لاعب) (الإنجليزية)
- باكاري نيماغا على موقع قاعدة بيانات كرة القدم.إي يو (الإنجليزية)
- باكاري نيماغا على موقع Soccerway.com (الإنجليزية)
- باكاري نيماغا على موقع عالم كرة القدم.نت (الإنجليزية)
- باكاري نيماغا على موقع AS.com (الإسبانية)